# Instituto José de Figueiredo

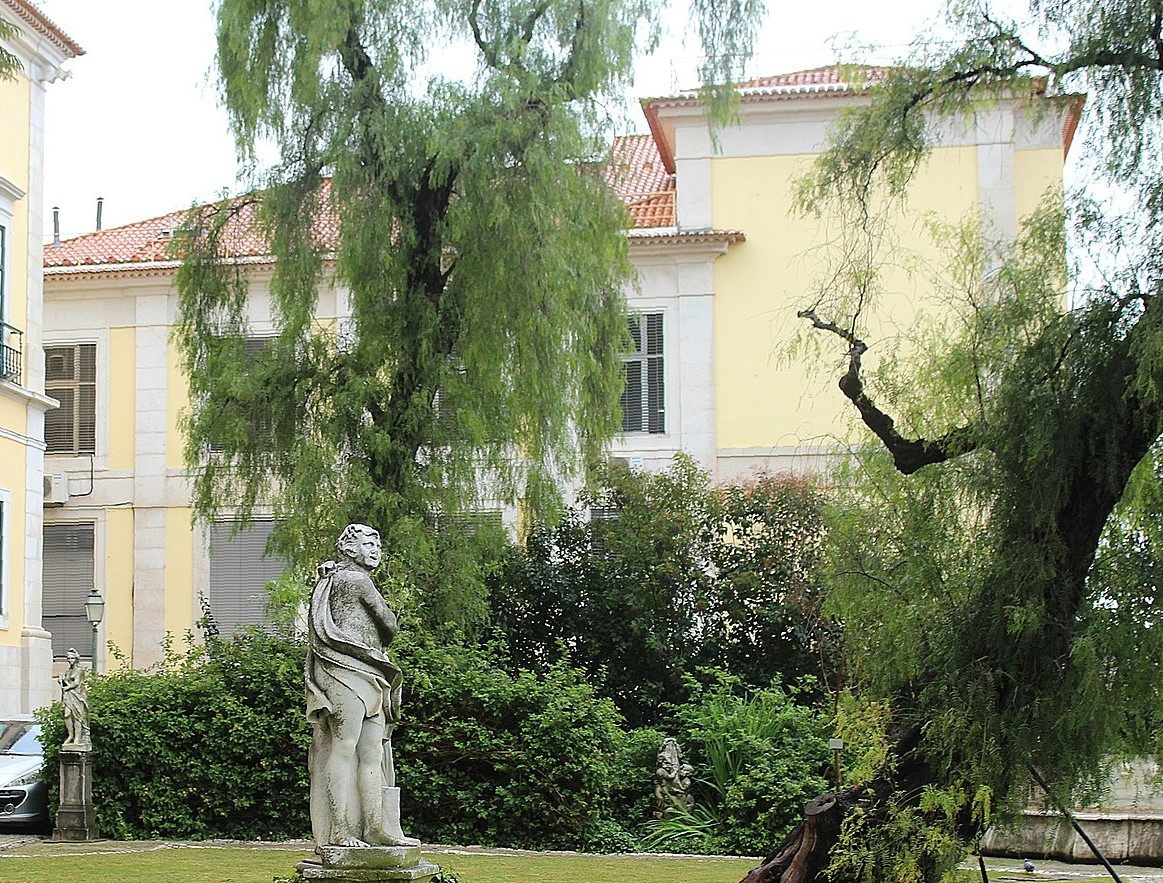
Instituto José de Figueiredo, a partir do jardim do MNAA, em Lisboa

O Instituto de José de Figueiredo (1965 — 2000) foi uma instituição portuguesa vocacionada para a conservação e restauro de bens culturais móveis. 
A partir de 1 de janeiro de 2000, pelo Decreto-Lei n.º 342/99, o IJF é extinto e é criado o Instituto Português de Conservação e Restauro (IPCR), tendo os funcionários, instalações e equipamento do IJF sido integrados no IPCR que iria funcionar como tal até 2007.
Foi então, pelo Decreto-Lei 97/2007, de 31 de Março, criado o Instituto dos Museus e da Conservação (IMC) que integra as competências humanas e materiais do IPCR.
Finalmente, pelo Decreto-Lei Nº115/2012, o Instituto dos Museus e da Conservação (IMC) IP foi objecto de fusão com o IGESPAR IP e com a Direção Regional de Cultura de Lisboa e Vale do Tejo, da qual resultou a Direção-Geral do Património Cultural (DGPC), no âmbito da qual se prosseguem as actividades de conservação e restauro inicialmente cometidas ao Instituto de José de Figueiredo.

## Historial
O Instituto de José de Figueiredo foi criado em 1965 (Dec-Lei 46 758, de 18 de Dezembro de 1965) e a sua denominação homenageou José de Figueiredo.
Em 1980 (Dec-Lei 383/80, de 19 de Setembro) foram atualizadas as suas competências e definido o seu quadro de pessoal. Entre as suas atribuições podiam destacar-se:
- Conservação e restauro de bens culturais móveis, pertencentes ao Estado, autarquias locais e entidades subsidiadas pelo Estado, ou na posse de particulares;[1]
- Assegurar a investigação e a aplicação das técnicas de conservação e restauro;[1]
- Promover, fomentar e assegurar o ensino e a difusão das técnicas de conservação e restauro, cabendo-lhe a responsabilidade da formação profissional nessa área.[1]

O Instituto dirigiu e participou em inúmeras campanhas de trabalho, tendo promovido o levantamento do estado de conservação de obras em todo o país – nomeadamente retábulos, pinturas integradas em tetos, pintura mural, grupos escultóricos e cadeirais, peças de mobiliário e têxteis –, procedendo à avaliação das condições ambientais, propondo medidas de conservação preventiva e intervindo nas peças em maior risco de degradação.